# 小倉みゆき
小倉 みゆき（おぐら みゆき、本名：遠矢キミ、1901年（明治34年）2月20日 - 1982年（昭和57年）は、元宝塚少女歌劇団の主演男役で宝塚歌劇団卒業生。鹿児島県出身。

芸名は小倉百人一首の第26番：藤原忠平の
より命名された。

## 略歴
- 1913年7月、宝塚唱歌隊（同年12月に宝塚少女歌劇養成会に改称。現・宝塚音楽学校）に12歳で入隊[2]。宝塚歌劇団1期生。同期生に高峰妙子、雲井浪子、初代若菜君子らがいる。

- 1919年8月31日[3]、宝塚少女歌劇団を18歳で退団。

## 宝塚少女歌劇団時代の主な舞台
- 『ドンブラコ』『浮れ達磨』（1914年4月1日 - 5月30日、宝塚歌劇場(パラダイス劇場)）
- 『音樂カフエー』（1914年10月1日 - 11月30日、宝塚歌劇場(パラダイス劇場)）
- 『雛祭』（1915年3月21日 - 5月23日、宝塚歌劇場(パラダイス劇場)）
- 『櫻大名』（1916年3月19日 - 5月21日、宝塚歌劇場(パラダイス劇場)）
- 『ヴエニスの夕』『夕陽ケ丘』（1916年7月29日 - 8月31日、宝塚歌劇場(パラダイス劇場)）
- 『ダマスクスの三人娘』（1916年10月20日 - 11月30日、宝塚歌劇場(パラダイス劇場)）
- 『笑の國』（1917年1月1日 - 1月10日、宝塚歌劇場(パラダイス劇場)）
- 『爲朝』（1917年3月20日 - 5月20日、宝塚歌劇場(パラダイス劇場)）
- 『ゴザムの市民』（1917年10月20日 - 11月30日、宝塚歌劇場(パラダイス劇場)）
- 『一寸法師』『神樂狐』（1918年3月20日 - 5月20日、宝塚歌劇場(パラダイス劇場)）
- 『七夕踊』『クレオパトラ』（1918年7月20日 - 8月31日、宝塚歌劇場(パラダイス劇場)）
- 『馬の王様』『靑葉の笛』『鼎法師』（1918年10月20日 - 11月30日、宝塚歌劇場(パラダイス劇場)）
- 『花咲爺』『鞍馬天狗』『啞女房』（1919年1月1日 - 1月20日、宝塚歌劇場(パラダイス劇場)）
- 『家庭敎師』『桶の中の哲學者』『文殊と獅子』（1919年3月20日 - 5月20日、宝塚新歌劇場(公會堂劇場)）
- 『蟹滿寺緣起』『世界漫遊』『風流延年舞』（1919年7月20日 - 8月31日、宝塚新歌劇場(公會堂劇場)）